# Shoot Sign
„Shoot Sign” (jap. シュートサイン Shūto Sain) – czterdziesty siódmy singel japońskiego zespołu AKB48, wydany w Japonii 15 marca 2017 roku przez You! Be Cool.
Singel został wydany w jedenastu edycjach: pięciu regularnych i pięciu limitowanych (Type A, Type B, Type C, Type D, Type E) oraz „teatralnej” (CD). Osiągnął 1 pozycję w rankingu Oricon i pozostał na liście przez 23 tygodnie. Singel zdobył status płyty Milion.

## Lista utworów
Wszystkie utwory zostały napisane przez Yasushiego Akimoto.

### Type A
| CD | CD                                                                       | CD              | CD                               | CD      |
| Nr | Tytuł utworu                                                             | Kompozycja      | Aranżacja                        | Długość |
| -- | ------------------------------------------------------------------------ | --------------- | -------------------------------- | ------- |
| 1. | „Shoot Sign” (jap. シュートサイン)                                       | Keiichi Kondō   | Hiroshi Sasaki                   | 4:37    |
| 2. | „Kizukarenai yō ni...” (jap. 気づかれないように...) (wyk. Haruna Kojima) | Makoto Wakatabe | Makoto Wakatabe                  | 4:13    |
| 3. | „Vacancy” (wyk. SKE48)                                                   | Takafumi Fujino | Takafumi Fujino, Shimada Takashi | 4:22    |
| 4. | „Shoot Sign” (jap. シュートサイン) (off vocal ver.)                      | Keiichi Kondō   | Hiroshi Sasaki                   | 4:37    |
| 5. | „Kizukarenai yō ni...” (jap. 気づかれないように...) (off vocal ver.)     | Makoto Wakatabe | Makoto Wakatabe                  | 4:13    |
| 6. | „Vacancy” (off vocal ver.)                                               | Takafumi Fujino | Takafumi Fujino, Shimada Takashi | 4:22    |

| DVD | DVD                                                               | DVD     |
| Nr  | Tytuł utworu                                                      | Długość |
| --- | ----------------------------------------------------------------- | ------- |
| 1.  | „Shoot Sign” (jap. シュートサイン) (Music Video)                  | 7:08    |
| 2.  | „Kizukarenai yō ni...” (jap. 気づかれないように...) (Music Video) | 4:23    |
| 3.  | „Vacancy” (Music Video)                                           | 4:28    |

### Type B
| CD | CD                                                                       | CD              | CD                 | CD      |
| Nr | Tytuł utworu                                                             | Kompozycja      | Aranżacja          | Długość |
| -- | ------------------------------------------------------------------------ | --------------- | ------------------ | ------- |
| 1. | „Shoot Sign” (jap. シュートサイン)                                       | Keiichi Kondō   | Hiroshi Sasaki     | 4:37    |
| 2. | „Kizukarenai yō ni...” (jap. 気づかれないように...) (wyk. Haruna Kojima) | Makoto Wakatabe | Makoto Wakatabe    | 4:13    |
| 3. | „Mayonaka no tsuyogari” (jap. 真夜中の強がり) (wyk. NMB48)               | Ran Kumagai     | Ran Kumagai, SAIKI | 4:25    |
| 4. | „Shoot Sign” (jap. シュートサイン) (off vocal ver.)                      | Keiichi Kondō   | Hiroshi Sasaki     | 4:37    |
| 5. | „Kizukarenai yō ni...” (jap. 気づかれないように...) (off vocal ver.)     | Makoto Wakatabe | Makoto Wakatabe    | 4:13    |
| 6. | „Mayonaka no tsuyogari” (jap. 真夜中の強がり) (off vocal ver.)           | Ran Kumagai     | Ran Kumagai, SAIKI | 4:25    |

| DVD | DVD                                                               | DVD     |
| Nr  | Tytuł utworu                                                      | Długość |
| --- | ----------------------------------------------------------------- | ------- |
| 1.  | „Shoot Sign” (jap. シュートサイン) (Music Video)                  | 7:08    |
| 2.  | „Kizukarenai yō ni...” (jap. 気づかれないように...) (Music Video) | 4:23    |
| 3.  | „Mayonaka no tsuyogari” (jap. 真夜中の強がり) (Music Video)       | 4:29    |

### Type C
| CD | CD                                                                       | CD                | CD              | CD      |
| Nr | Tytuł utworu                                                             | Kompozycja        | Aranżacja       | Długość |
| -- | ------------------------------------------------------------------------ | ----------------- | --------------- | ------- |
| 1. | „Shoot Sign” (jap. シュートサイン)                                       | Keiichi Kondō     | Hiroshi Sasaki  | 4:37    |
| 2. | „Kizukarenai yō ni...” (jap. 気づかれないように...) (wyk. Haruna Kojima) | Makoto Wakatabe   | Makoto Wakatabe | 4:13    |
| 3. | „Tomaranai kanransha” (jap. 止まらない観覧車) (wyk. HKT48)               | FURUTA, Dr.Lilcom | Dr.Lilcom       | 4:08    |
| 4. | „Shoot Sign” (jap. シュートサイン) (off vocal ver.)                      | Keiichi Kondō     | Hiroshi Sasaki  | 4:37    |
| 5. | „Kizukarenai yō ni...” (jap. 気づかれないように...) (off vocal ver.)     | Makoto Wakatabe   | Makoto Wakatabe | 4:13    |
| 6. | „Tomaranai kanransha” (jap. 止まらない観覧車) (off vocal ver.)           | FURUTA, Dr.Lilcom | Dr.Lilcom       | 4:08    |

| DVD | DVD                                                               | DVD     |
| Nr  | Tytuł utworu                                                      | Długość |
| --- | ----------------------------------------------------------------- | ------- |
| 1.  | „Shoot Sign” (jap. シュートサイン) (Music Video)                  | 7:08    |
| 2.  | „Kizukarenai yō ni...” (jap. 気づかれないように...) (Music Video) | 4:23    |
| 3.  | „Tomaranai kanransha” (jap. 止まらない観覧車) (Music Video)       | 4:29    |

### Type D
| CD | CD                                                                      | CD               | CD                   | CD      |
| Nr | Tytuł utworu                                                            | Kompozycja       | Aranżacja            | Długość |
| -- | ----------------------------------------------------------------------- | ---------------- | -------------------- | ------- |
| 1. | „Shoot Sign” (jap. シュートサイン)                                      | Keiichi Kondō    | Hiroshi Sasaki       | 4:37    |
| 2. | „Accident chū” (jap. アクシデント中) (wyk. AKB48 U-19 senbatsu)         | Akihiko Nakamura | Akihiko Nakamura     | 4:47    |
| 3. | „Midoritomori no undōkōen” (jap. みどりと森の運動公園) (wyk. NGT48)     | Shintarō Itō     | Yūichi "Masa" Nonaka | 4:19    |
| 4. | „Shoot Sign” (jap. シュートサイン) (off vocal ver.)                     | Keiichi Kondō    | Hiroshi Sasaki       | 4:37    |
| 5. | „Accident chū” (jap. アクシデント中) (off vocal ver.)                   | Akihiko Nakamura | Akihiko Nakamura     | 4:47    |
| 6. | „Midoritomori no undōkōen” (jap. みどりと森の運動公園) (off vocal ver.) | Shintarō Itō     | Yūichi "Masa" Nonaka | 4:19    |

| DVD | DVD                                                                  | DVD     |
| Nr  | Tytuł utworu                                                         | Długość |
| --- | -------------------------------------------------------------------- | ------- |
| 1.  | „Shoot Sign” (jap. シュートサイン) (Music Video)                     | 7:08    |
| 2.  | „Accident chū” (jap. アクシデント中) (Music Video)                   | 4:58    |
| 3.  | „Midoritomori no undōkōen” (jap. みどりと森の運動公園) (Music Video) | 4:23    |

### Type E
| CD | CD                                                                                       | CD               | CD               | CD      |
| Nr | Tytuł utworu                                                                             | Kompozycja       | Aranżacja        | Długość |
| -- | ---------------------------------------------------------------------------------------- | ---------------- | ---------------- | ------- |
| 1. | „Shoot Sign” (jap. シュートサイン)                                                       | Keiichi Kondō    | Hiroshi Sasaki   | 4:37    |
| 2. | „Accident chū” (jap. アクシデント中) (wyk. AKB48 U-19 senbatsu)                          | Akihiko Nakamura | Akihiko Nakamura | 4:47    |
| 3. | „Dare no koto o ichiban aishiteru?” (jap. 誰のことを一番 愛してる?) (wyk. Sakamichi AKB) | Kazuhiro Sakuma  | Kazuhiro Sakuma  | 4:24    |
| 4. | „Shoot Sign” (jap. シュートサイン) (off vocal ver.)                                      | Keiichi Kondō    | Hiroshi Sasaki   | 4:37    |
| 5. | „Accident chū” (jap. アクシデント中) (off vocal ver.)                                    | Akihiko Nakamura | Akihiko Nakamura | 4:47    |
| 6. | „Dare no koto o ichiban aishiteru?” (jap. 誰のことを一番 愛してる?) (off vocal ver.)     | Kazuhiro Sakuma  | Kazuhiro Sakuma  | 4:24    |

| DVD | DVD                                                                               | DVD     |
| Nr  | Tytuł utworu                                                                      | Długość |
| --- | --------------------------------------------------------------------------------- | ------- |
| 1.  | „Shoot Sign” (jap. シュートサイン) (Music Video)                                  | 7:08    |
| 2.  | „Accident chū” (jap. アクシデント中) (Music Video)                                | 4:58    |
| 3.  | „Dare no koto o ichiban aishiteru?” (jap. 誰のことを一番 愛してる?) (Music Video) | 4:24    |

### Wer. teatralna
| CD | CD                                                                                | CD               | CD              | CD      |
| Nr | Tytuł utworu                                                                      | Kompozycja       | Aranżacja       | Długość |
| -- | --------------------------------------------------------------------------------- | ---------------- | --------------- | ------- |
| 1. | „Shoot Sign” (jap. シュートサイン)                                                | Keiichi Kondō    | Hiroshi Sasaki  | 4:37    |
| 2. | „Kizukarenai yō ni...” (jap. 気づかれないように...) (wyk. Haruna Kojima)          | Makoto Wakatabe  | Makoto Wakatabe | 4:13    |
| 3. | „Kanashii uta o kikitakunatta” (jap. 悲しい歌を聴きたくなった) (wyk. MayuYukirin) | Kazuya Matsumoto | Makoto Wakatabe | 4:31    |
| 4. | „Shoot Sign” (jap. シュートサイン) (off vocal ver.)                               | Keiichi Kondō    | Hiroshi Sasaki  | 4:37    |
| 5. | „Kizukarenai yō ni...” (jap. 気づかれないように...) (off vocal ver.)              | Makoto Wakatabe  | Makoto Wakatabe | 4:13    |
| 6. | „Kanashii uta o kikitakunatta” (jap. 悲しい歌を聴きたくなった) (off vocal ver.)   | Kazuya Matsumoto | Makoto Wakatabe | 4:31    |

## Skład zespołu
| „Shoot Sign” |
| --- |
| - AKB48 Team A: Anna Iriyama, Shizuka Ōya, Haruna Kojima (środek), Yui Yokoyama - AKB48 Team K: Minami Minegishi, Mion Mukaichi, Tomu Mutō - AKB48 Team B: Rena Katō, Yuria Kizaki, Mayu Watanabe - AKB48 Team B / NGT48 Team NIII: Yuki Kashiwagi - AKB48 Team 4: Nana Okada, Saya Kawamoto, Mako Kojima, Haruka Komiyama, Juri Takahashi - AKB48 Team 8: Yui Oguri, Momoka Ōnishi - SKE48 Team S: Jurina Matsui - SKE48 Team E: Rara Gotō, Akari Suda - NMB48 Team N: Miori Ichikawa, Ayaka Yamamoto, Sayaka Yamamoto - NMB48 Team M: Akari Yoshida - NMB48 Team M / AKB48 Team A: Miru Shiroma - HKT48 Team H: Rino Sashihara - HKT48 Team H / AKB48 Team K: Haruka Kodama - HKT48 Team KIV / AKB48 Team A: Sakura Miyawaki - HKT48 Team TII: Hana Matsuoka - NGT48 Team NIII: Rie Kitahara, Rika Nakai |

| „Vacancy” |
| --- |
| - SKE48 Team S: Haruka Futamura, Jurina Matsui (środek) - SKE48 Team S / AKB48 Team 4: Ryōha Kitagawa - SKE48 Team KII: Yuna Egō, Mina Ōba, Yuna Obata, Sarina Sōda, Akane Takayanagi, Saki Takeuchi, Nao Furuhata, Kaori Matsumura - SKE48 Team E: Kanon Kimoto, Haruka Kumazaki, Rara Gotō, Makiko Saitō, Maya Sugawara, Akari Suda, Marika Tani |

| „Mayonaka no tsuyogari” |
| --- |
| - NMB48 Team N: Miori Ichikawa, Kei Jōnishi, Ririka Sutō, Airi Tanigawa, Shū Yabushita, Ayaka Yamamoto, Sayaka Yamamoto - NMB48 Team M: Yūka Katō, Momoka Kinoshita, Akari Yoshida - NMB48 Team M / AKB48 Team A: Miru Shiroma (środek) - NMB48 Team M / AKB48 Team 4: Nagisa Shibuya - NMB48 Team BII: Azusa Uemura, Ayaka Okita, Yūri Ōta, Reina Fujie, Sae Murase, Fūko Yagura |

| „Tomaranai kanransha” |
| --- |
| - HKT48 Team H: Yuriya Inoue, Yui Kojina, Rino Sashihara, Meru Tashima, Miku Tanaka, Natsumi Matsuoka - HKT48 Team H / AKB48 Team K: Haruka Kodama (środek) - HKT48 Team H / AKB48 Team B: Nako Yabuki - HKT48 Team KIV: Yūka Tanaka, Mai Fuchigami, Aoi Motomura, Madoka Moriyasu - HKT48 Team KIV / AKB48 Team A: Sakura Miyawaki (środek) - HKT48 Team KIV / AKB48 Team 4: Mio Tomonaga - HKT48 Team TII: Sae Kurihara, Hana Matsuoka, Emiri Yamashita - HKT48 Kenkyūsei: Tomoka Takeda |

| „Accident chū” |
| --- |
| - AKB48 Team A: Megu Taniguchi, Yui Hiwatashi - AKB48 Team K: Mion Mukaichi (środek) - AKB48 Team B: Rena Katō, Moe Gotō, Seina Fukuoka - AKB48 Team 4: Nana Okada, Saya Kawamoto, Mako Kojima, Haruka Komiyama, Juri Takahashi, Yuiri Murayama - AKB48 Team 8: Nanami Satō, Yui Oguri, Narumi Kuranoo - AKB48 Team 8 / AKB48 Team B: Nagisa Sakaguchi - AKB48 Kenkyuusei: Satone Kubo, Erii Chiba |

| „Midoritomori no undōkōen” |
| --- |
| Piosenka jest wykonywana przez wszystkie członkinie NGT48 w momencie wydania. - NGT48 Team NIII: Yuka Ogino, Tsugumi Oguma, Minami Katō, Rie Kitahara, Anju Satō, Riko Sugahara, Moeka Takakura (środek), Ayaka Tano, Rika Nakai, Marina Nishigata, Rena Hasegawa, Hinata Honma, Fūka Murakumo, Maho Yamaguchi, Noe Yamada - NGT48 Team NIII / AKB48 Team B: Kashiwagi Yuki - NGT48 Kenkyūsei: Yuria Ōtaki, Yuria Kado, Aina Kusakabe, Reina Seiji, Mau Takahashi, Ayuka Nakamura, Miharu Nara, Nanako Nishimura, Ayaka Mizusawa, Aya Miyajima |

| „Dare no koto o ichiban aishiteru?” |
| --- |
| - AKB48 Team K: Mukaichi Mion - AKB48 Team 4: Nana Okada, Kojima Mako - AKB48 Team 8: Yui Oguri - SKE48 Team S: Jurina Matsui - HKT48 Team KIV / AKB48 Team A: Sakura Miyawaki - Nogizaka46 1. generacja: Marika Itō, Asuka Saitō, Minami Hoshino - Nogizaka46 2. generacja: Hinako Kitano, Ranze Terada, Miona Hori - Kanji Keyakizaka46: Yui Imaizumi, Yūka Sugai, Hirate Yurina (środek), Rika Watanabe, Risa Watanabe - Hiragana Keyazaka46: Neru Nagahama |

| „Kanashii uta o kikitakunatta”                                                 |
| ------------------------------------------------------------------------------ |
| - AKB48 Team B: Mayu Watanabe - AKB48 Team B / NGT48 Team NIII: Yuki Kashiwagi |

## Notowania
| Lista                             | Pozycja |
| --------------------------------- | ------- |
| Oricon Weekly Singles Chart       | 1       |
| Oricon Yearly Singles Chart       | 4       |
| Billboard Japan Hot 100           | 1       |
| Billboard Japan Hot Singles Sales | 1       |

## Sprzedaż
| Dane wg         | Sprzedaż   |
| --------------- | ---------- |
| Oricon          | 1 086 412  |
| Billboard Japan | 1 352 270+ |